# Iporhogas guangxiensis
Iporhogas guangxiensis är en stekelart som beskrevs av Chen och He 1997. Iporhogas guangxiensis ingår i släktet Iporhogas och familjen bracksteklar. Inga underarter finns listade i Catalogue of Life.